# 乙酸溴
乙酸溴是一种化合物，化学式为CH3COOBr。它可由溴和乙酸银的四氯化碳（或二氯甲烷）悬浮液反应得到，经缓慢的真空蒸发，可得到浅黄色的针状晶体。它在有机合成中可用作溴化试剂。